# Campeonato Gaúcho 1935
In 1935 werd het vijftiende Campeonato Gaúcho gespeeld voor voetbalclubs uit de Braziliaanse staat Rio Grande do Sul. Er werden regionale competities gespeeld en de kampioenen ontmoetten elkaar in de finaleronde die gespeeld werd van 16 tot 27 december. 9° Regimento da Infanteria werd kampioen. 

## Knock-outfase
|  | Halve finale      | Halve finale |  |  | Finale | Finale |  |
|  |                   |              |  |  |        |        |  |
|  |                   |              |  |  |        |        |  |
|  | Grêmio            | 6            |  |  |        |        |  |
|  | Grêmio Santanense | 0            |  |  |        |        |  |
|  |                   |              |  |  |        |        |  |
|  |                   |              |  |  |        |        |  |
|  |                   |              |  |  | Grêmio |        |  |
|  |                   | 9º Regimento |  |  |        |        |  |
|  |                   |              |  |  |        |        |  |
|  |                   |              |  |  |        |        |  |
|  |                   |              |  |  |        |        |  |
|  |                   |              |  |  |        |        |  |
|  | 9º Regimento      | 3            |  |  |        |        |  |
|  | Novo Hamburgo     | 2            |  |  |        |        |  |

## Finale
|                             |                                      |       |                            |                        |
| 20 oktober Eerste wedstrijd | Grêmio                               | 3 – 1 | 9º Regimento da Infantaria | Timbaúva, Porto Alegre |
| 20 oktober Eerste wedstrijd | Russinho 14' Divino 19' Veronese 27' |       | 42' Cardeal                | Timbaúva, Porto Alegre |

|                             |                                      |       |        |                                      |
| 24 oktober Tweede wedstrijd | 9º Regimento da Infantaria           | 3 – 0 | Grêmio | Estádio dos Eucaliptos, Porto Alegre |
| 24 oktober Tweede wedstrijd | Gasolina 1' Bichinho 17' Cerrito 36' |       |        | Estádio dos Eucaliptos, Porto Alegre |

|                            |              |       |                            |                        |
| 27 oktober Derde wedstrijd | Grêmio       | 1 – 2 | 9º Regimento da Infantaria | Timbaúva, Porto Alegre |
| 27 oktober Derde wedstrijd | Russinho 37' |       | 1' Cardeal 63' Cerrito     | Timbaúva, Porto Alegre |

## Kampioen
| Campeonato Gaúcho de 1935                      |
| Porto Alegre                                   |
| ---------------------------------------------- |
| 9° REGIMENTO DA INFANTERIA Kampioen (1° titel) |